# Las reglas de la supervivencia
Las reglas de la supervivencia es una novela de 2006 escrita por Nancy Werlin. Describe la historia de un niño y sus dos hermanos que tratan de sobrevivir a los abusos físicos y emocionales de su madre, Nikki. Este libro fue finalista del Premio Nacional del Libro 2006 de Literatura Juvenil. También recibió el reconocimiento como Mejor Libro para Jóvenes Adultos de la Asociación Americana de Bibliotecas.

## Resumen de la trama
El libro comienza con una introducción cuando Matthew Walsh escribe una carta a su hermana menor Emmy para contarle la historia de los abusos de su madre. La verdadera historia comienza con Matthew y su otra hermana menor, Callie. Callie tiene once años, Matthew trece y Emmy es una niña pequeña. Callie y Matthew van a la tienda de las granjas Cumberland a comprar paletas, porque hay una ola de calor en el pueblo en el que viven. Ven a Murdoch por primera vez, protegiendo a un niño de ser abiertamente abusado. A Matthew y Callie les gusta Murdoch, y ambos quieren seguirle la pista para poder ser su amigo.
Mientras tanto, el primer acto de abuso que se muestra en el libro llega cuando Nikki le tira una paella de mariscos portuguesa a Matthew después de que Nikki encuentra la dirección de Murdoch que Callie encontró en Internet. Nikki empieza a salir con Murdoch, pero al final se separan. Nikki se enfurece e intenta culpar a Murdoch. Quiere llamar a los Servicios Sociales y denunciar a Murdoch por abuso. Murdoch consigue una orden de restricción contra Nikki por seguirlo y acosarlo constantemente. Nikki se enfurece y envía a un hombre llamado Rob para maltratar a Murdoch. Nikki y Rob terminan en la cárcel.
Después de salir de la cárcel, conduce imprudentemente en busca de Murdoch. En cambio, encuentra placer en atormentar a Julie, una amiga de Murdoch. Julie pierde el uso de sus piernas, y Nikki termina en la cárcel de nuevo. Ben, el padre de Matthew (que tiene miedo de Nikki), y Bobbie, la hermana de Nikki, aprovechan esta oportunidad para obtener la custodia conjunta de Matthew, Callie y Emmy. Matthew y Emmy viven con la tía Bobbie mientras que Callie vive con Ben en Arlington, Massachusetts. Las cosas están bien por un tiempo hasta que Nikki secuestra a Emmy y la emborracha, aunque tiene unos ocho años. Matthew recibe una llamada de Emmy y ella le dice dónde está. Matthew rescata a Emmy, sólo para encontrarse con Nikki. Matt está a punto de matar a Nikki cuando aparece Murdoch. Murdoch le aconseja que huya y no vuelva nunca más.
Pero este no es el fin de Nikki. Las cartas siguen llegando. Algunas son normales, pero otras contienen mensajes amenazadores como "Te mataré" o "Fue culpa de Murdoch". El libro termina con Murdoch diciéndole a Matt que también fue abusado cuando era más joven. Al final, Matt nunca le da la carta a Emmy.

## Personajes
- Matthew: El personaje principal de la historia, escribiendo una carta a Emmy. Hijo de Nikki y Ben. Hermano de Callie y media hermana Emmy. Quiere un héroe en su mundo para que su vida sea normal. Su respeto por su madre cambia a lo largo de la historia.

- Callie: la hermana de Matthew.

- Emmy: El hermano menor de la familia. Era un bebé cuando la presentaron. Hija de Nikki y de un padre desconocido.

- Nikki: La madre abusiva de la familia. no está muy sana. En algunos momentos, puede ser una madre cariñosa pero solo está fingiendo. Su amor por sus hijos es inexistente. También tiende a herir a los que ama (como a sus hijos).

- Ben: El exmarido de Nikki y padre de Callie y Matthew. Tiene miedo por los niños, pero también tiene miedo de actuar hasta que se da cuenta de que debería ayudarlos. Obtiene la custodia conjunta de los niños junto con la tía Bobbie

- Tía Bobbie: La hermana de Nikki y la tía de Matt, Callie y Emmy. Ella no ayuda a los niños en tiempos de necesidad, pero se da cuenta de sus errores y comienza a ayudar a los niños y los ayuda a alejarse de Nikki. Gana parte de la custodia de los niños al final del libro.

- "Murdoch:" El exnovio de Nikki y el modelo a seguir para Matthew. Es el héroe de Matthew, pero se parece mucho a Matthew. Cuando era niño su padre solía atormentarlo. Murdoch mató a su padre cuando era niño, así que cuando Matt quiere matar a su madre, lo convence de que no lo haga porque no quiere que Matthew viva con esa deuda. Por eso Murdoch entiende mejor que nadie lo que Matthew y su familia están pasando.

- Julie: La vecina de Murdoch hasta que tuvo un accidente de coche con Nikki y se mudó a vivir con sus padres. Un personaje sin importancia. Vagamente mencionado. Aunque era importante hasta el punto de que cuando tuvo un accidente de coche con Nikki, causó que Nikki perdiera la custodia de sus hijos.